# Kiki Dee
Pauline Matthews (Bradford, 1947. március 6. –) ismertebb nevén Kiki Dee angol énekesnő. Ő volt az első angol énekesnő, aki szerződést kötött a Motown Tamla Records nevű al-kiadójával.
Legismertebb dalai az 1974-es "I've Got the Music in Me" és az 1976-os "Don't Go Breaking My Heart", amely egy duett Elton Johnnal. A dal az első helyre jutott mind az angol, mind az amerikai slágerlistán. 1993-ban újabb duettet rögzített vele, amely Cole Porter True Love című dalának feldolgozása volt.

## Élete
1947. március 6.-án született Bradfordban. Tíz éves korában megnyert egy helyi tehetségkutató versenyt, tizenhat éves korában megkapta első fizető állását a showbizniszben.
Tizenhat éves korában a Boots patikában dolgozott, esténként pedig egy táncegyüttessel énekelt Leeds-ben. 1963-ban szerződést kötött a Fontana Recordsszal.
Első kislemeze 1963-ban jelent meg. Mitch Murray találta ki a művésznevét.
Negyven éves korában méhrákkal diagnosztizálták. Sosem házasodott meg.

## Diszkográfia
- I'm Kiki Dee (1968)
- Great Expectations (1970)
- Loving and Free (1973)
- I've Got the Music in Me (1974)
- Patterns (1974)
- Kiki Dee (1974)
- Kiki Dee (1977)
- Stay with Me (1978)
- Greatest Hits (1980)
- Perfect Timing (1981)
- Angel Eyes (1987)
- Spotlight on Kiki Dee - Greatest Hits (1991)
- The Very Best of Kiki Dee (1994)
- Almost Naked (1995)
- Where Rivers Meet (1998)
- Love Makes the World Go Round - The Motown Years (2005)
- The Walk of Faith (2005)
- Cage the Songbird (2008)
- The Best of Kiki Dee (2009)
- A Place Where I Can Go (2013)
- Gold (2019)